# رياضيات شعبية
الرياضيات الشعبية هي عرض رياضي موجه للجمهور العام. في بعض الأحيان يكون هذا في شكل كتب لا تتطلب خلفية رياضية وفي حالات أخرى يكون في شكل مقالات توضيحية كتبها علماء رياضيات محترفون للوصول إلى الآخرين العاملين في مجالات مختلفة.